# Annie Swynnerton

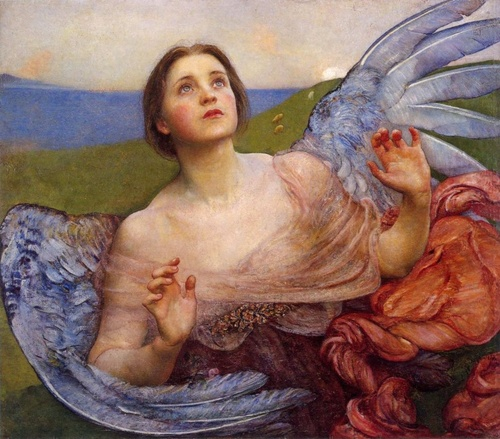
Sense of Sight, 1895, Swynnertons bekendste schilderij

Annie Louisa Robinson Swynnerton, geboren Annie Robinson (Kersal, Manchester, 1844 - Hayling Island, 24 oktober 1933) was een Engels kunstschilderes. Haar werk werd beïnvloed door de prerafaëlieten.

## Leven en werk
Swynnerton was een van de zeven dochters van een advocaat. Ze begon al vroeg met schilderen, ging naar de 'Manchester School of Art' en vervolgens naar Parijs, naar de 'Académie Julian'. Om haar studies te voltooien reisde ze naar Italië. In Rome leerde ze de beeldhouwer Joseph Swynnerton kennen, met wie ze in 1883 huwde en met wie ze grote delen van haar leven ook in Rome bleef wonen.
Aanvankelijk schilderde Swynnerton in een naturalistische stijl, later werkte ze onder invloed van de prerafaëlieten. Na 1910 maakte ze ook veel portretten. Ze exposeerde meerdere malen bij de Royal Academy of Arts, de eerste keer in 1887.
Swynnerton stond ook bekend als een fervent feministe. Aan het eind van haar leven werd ze ernstig bijziend. Ze overleed in 1933, op 89-jarige leeftijd.
Werk van Swynnerton bevindt zich momenteel onder andere in de Londense Tate Gallery en Royal Academy of Arts Collection en in het Musée d'Orsay te Parijs.

## Galerij

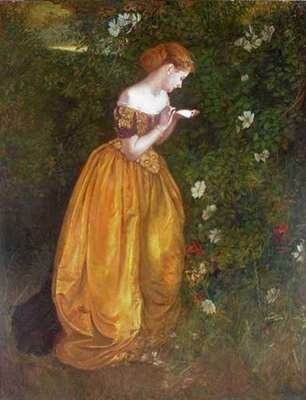
Glow Worm
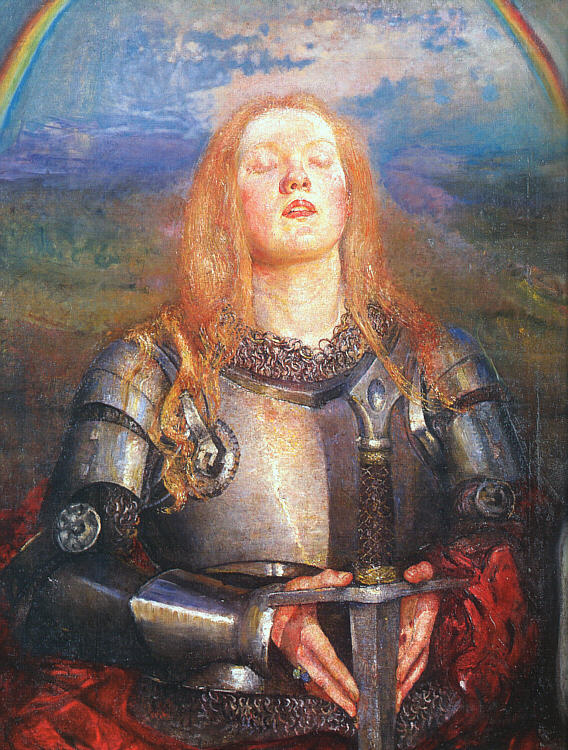
Joan of Arc
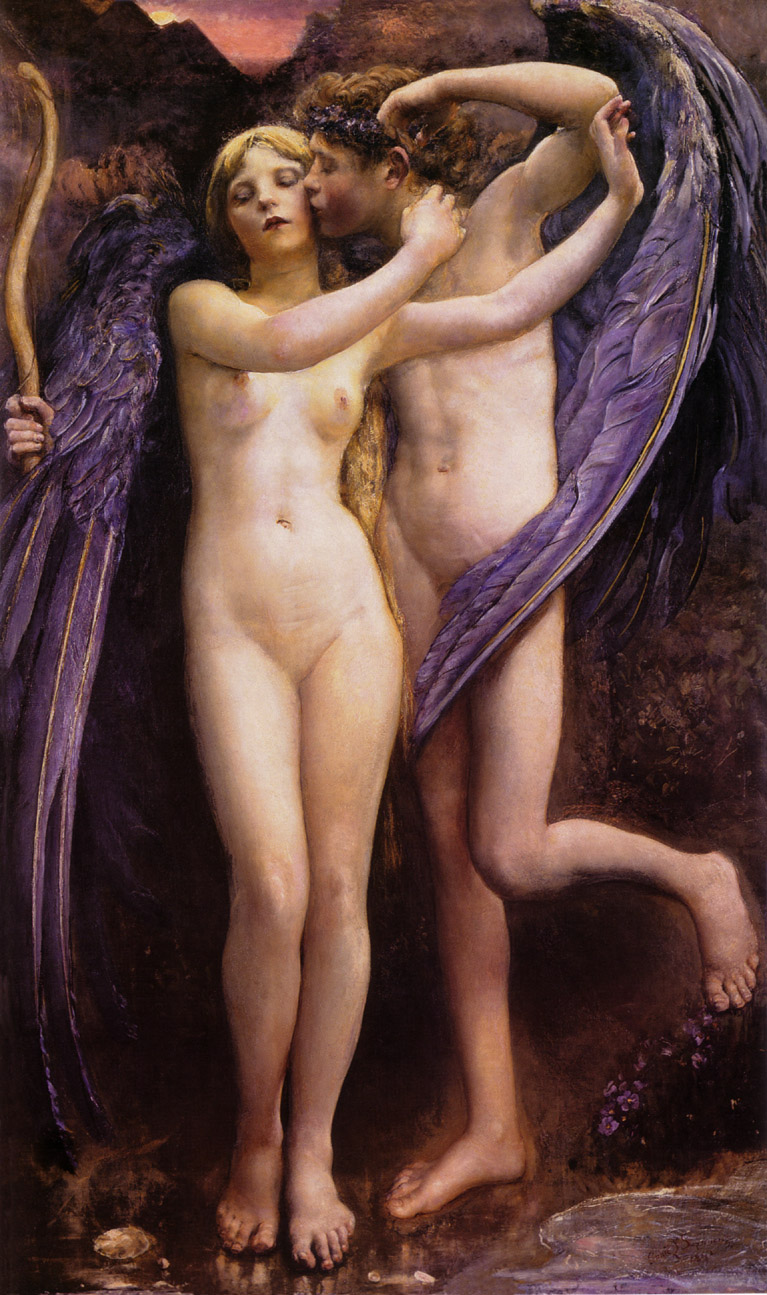
Cupid And Psyche
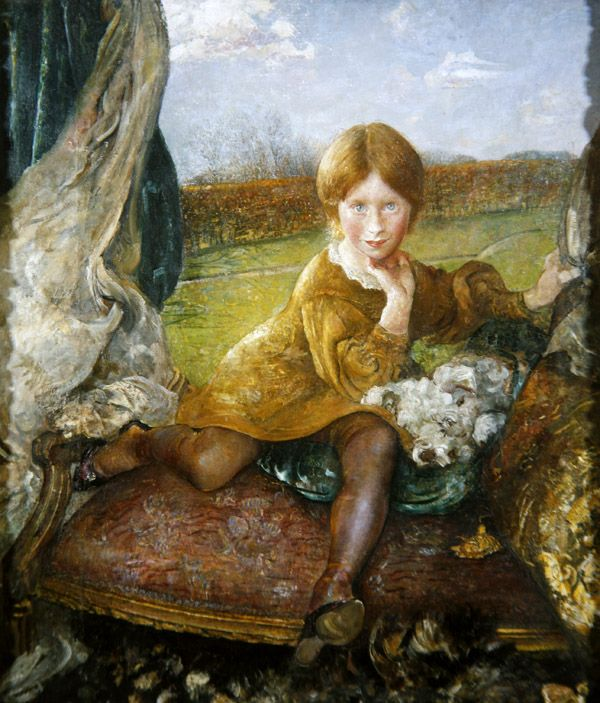
Evelyn
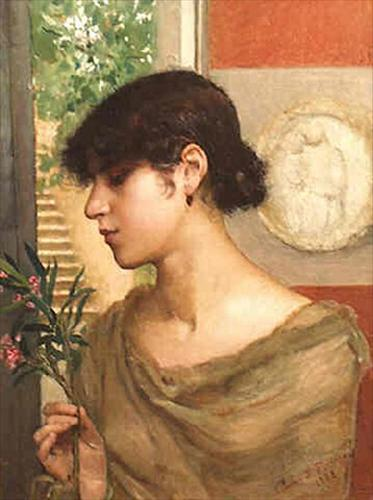
Oleander